# Писанкар
Писанка́р — людина, митець, який займається виготовленням писанок, працює в галузі і володіє техніками писанкарства; той, хто розмальовує писанки.